# Isosauris
Isosauris là một chi bướm đêm thuộc họ Geometridae.